# Le Temple du Soleil
Vous lisez un « bon article » labellisé en 2015.
Pour les articles homonymes, voir Temple du Soleil.
Le Temple du Soleil est le quatorzième album de la série de bande dessinée Les Aventures de Tintin, créée par le dessinateur belge Hergé. L'histoire constitue la seconde partie d'un diptyque qui commence avec Les Sept Boules de cristal.
Elle fait d'abord l'objet d'une prépublication dans le journal Tintin du 26 septembre 1946 au 22 avril 1948, avec pour restriction que les premières pages publiées correspondent à la fin de l'album des Sept Boules de cristal, même si elles le sont sous le titre « Le Temple du Soleil ». De fait, l'histoire proprement dite du Temple du Soleil débute le 19 décembre 1946. Il s'agit de la toute première aventure de Tintin à être pré-publiée dans le journal Tintin tout nouvellement créé. Comme pour Les Sept Boules de cristal, sa prépublication connaît des interruptions qui sont liées ici à des épisodes de dépression d'Hergé. Enfin, la publication sous forme d'album en couleurs se fait seulement en 1949 afin de suivre celle des Sept Boules de cristal.
La création du Temple du Soleil a lieu dans un contexte de post-libération de la Belgique. Pour avoir travaillé dans un journal sous direction de collaborateurs à l'Allemagne nazie, Hergé se retrouve au sortir de la Seconde Guerre mondiale sous le coup d'une interdiction de publier. Ceci le conduit à ne pouvoir faire paraître son récit que plus de deux ans après sa première partie et cela a des conséquences sur la narration de l'histoire.
Par ailleurs, à cause notamment du départ de son complice, coloriste, décorateur et assistant scénariste Edgar P. Jacobs mais aussi du fait de l'emprisonnement de son ami scénariste Jacques Van Melkebeke, la création du Temple du Soleil est l'occasion de l'arrivée auprès d'Hergé de plusieurs intervenants pour l'assister sur les aspects aussi bien graphiques que scénaristiques de son projet. De fait, l'épisode porte en germe la création des Studios Hergé qui seront constitués moins de cinq ans plus tard, en 1950.
Le Temple du Soleil est une œuvre marquée par un grand nombre de références littéraires plus ou moins cachées : L'Épouse du Soleil de Gaston Leroux, L'Empire du Soleil de Conrad de Meyendorff, au moins deux romans de Jules Verne, Les Enfants du capitaine Grant et L'Île mystérieuse, Les Commentaires royaux sur le Pérou des Incas du chroniqueur amérindien de langue espagnole Inca Garcilaso de la Vega, et même un roman de Marcel Priollet, Le Maître du Soleil, paru en 1944.
L'œuvre est marquée également par un grand souci de réalisme, ce qui a amené son auteur à effectuer de multiples recherches dans des documents s'intéressant à la civilisation inca. De fait, Le Temple du Soleil est considéré comme faisant preuve de véracité historique même si ces recherches n'empêchent pas Hergé de commettre quelques erreurs, approximations ou détournements qui lui seront parfois reprochés.

## Adaptations

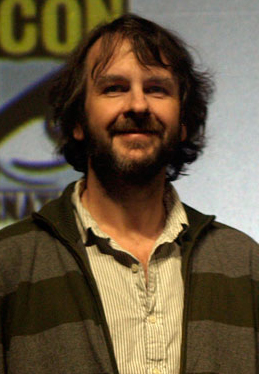
Peter Jackson, réalisateur présumé de la future adaptation cinématographique du Temple du Soleil.

## L'histoire

### Résumé

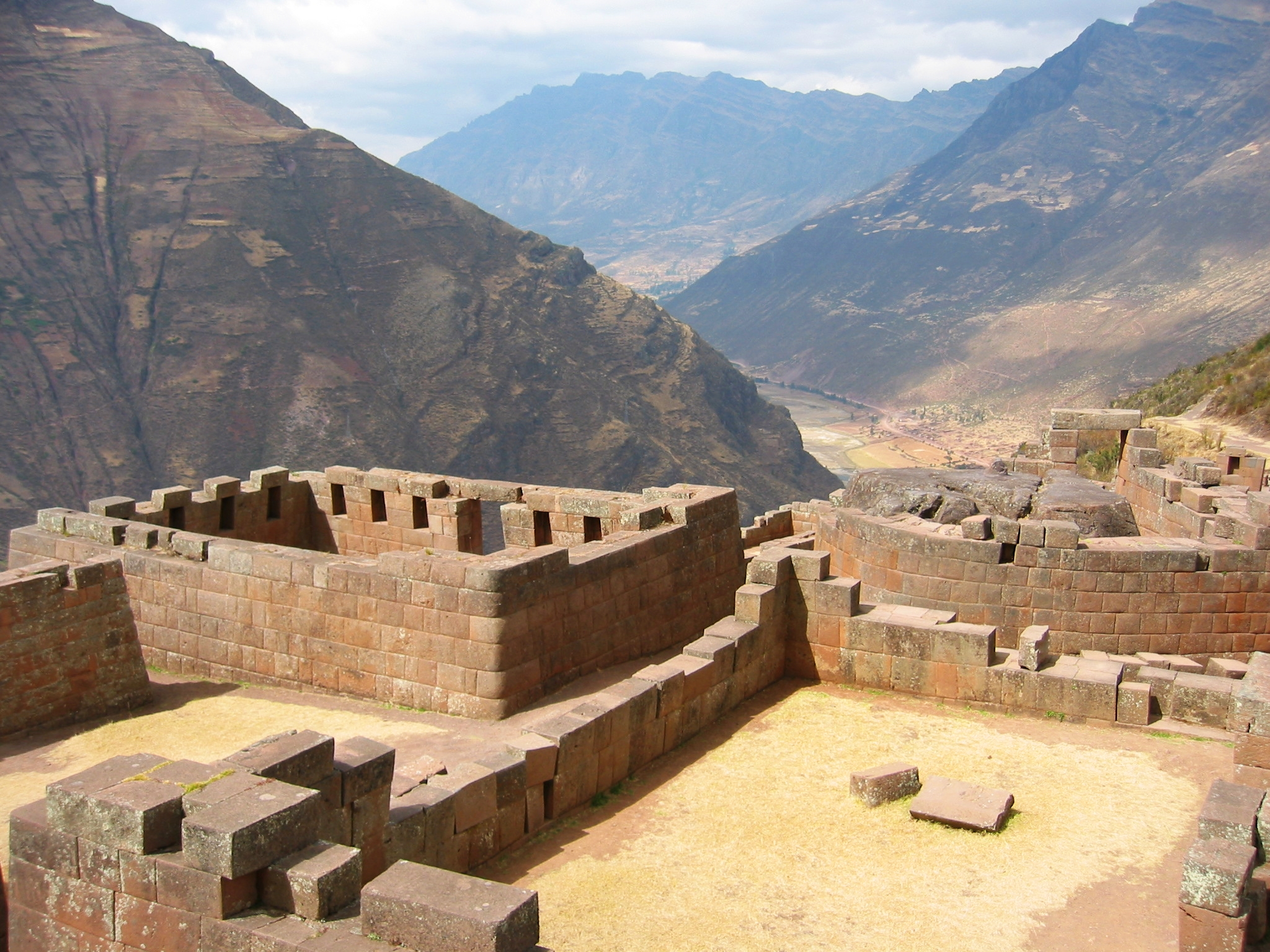
Le temple du Soleil de Písac (Pérou).

L’aventure amorcée dans Les Sept Boules de cristal se poursuit ici. Tintin et le capitaine Haddock se trouvent à Callao au Pérou à la recherche du professeur Tournesol. Ayant pris un hydravion, ils arrivent sur place avant le professeur et ses ravisseurs dont ils pensent qu'ils se trouvent à bord d'un cargo, le Pachacamac,.
Malgré deux cas de peste bubonique détectés par le médecin du port, interdisant toute inspection du navire par la police, Tintin se rend à son bord et y retrouve effectivement le professeur. Il apprend que ce dernier a été enlevé pour avoir (dans l'album précédent) porté le bracelet de la momie de Rascar Capac et qu’à cause de ce sacrilège, il doit être mis à mort. Mais les ravisseurs parviennent de nouveau à s'enfuir avec le professeur. Tintin et le capitaine Haddock se lancent encore à leur poursuite, non sans avoir échappé à un accident de train qui était en fait une tentative de meurtre déguisée. Ils arrivent dans une petite ville de la cordillère des Andes, Jauga, qui menace d'être une impasse dans leur enquête, la population locale refusant tout à fait de les aider.
Heureusement, un jeune Indien quechua, Zorrino, dont Tintin a pris la défense, se propose de les aider. Il leur apprend l’existence d'un temple, dernière retraite de la civilisation inca, où l'immolation de Tournesol est censée avoir lieu. Ils entreprennent donc un périlleux voyage en compagnie de Zorrino à travers les Andes et la forêt amazonienne. Ils parviennent au temple, mais sont faits à leur tour prisonniers par les Incas. Zorrino échappe à tout châtiment, tandis que Tintin et Haddock sont condamnés à être sacrifiés aux côtés de Tournesol. Heureusement pour eux, les trois compagnons sont sauvés grâce à une éclipse de Soleil providentielle, connue de Tintin et qui, surprenant les Incas, fait croire à ces derniers qu'il commande au Soleil. Ils quittent le temple en promettant de ne jamais en révéler l’existence, après avoir obtenu du chef des Incas qu’il mette fin à la malédiction jetée sur les sept explorateurs dans Les Sept Boules de cristal. Et en effet, ceux-ci sortent un à un de leur léthargie .

### Lieux visités

Les lieux de l'action
Carte représentant l'expansion maximale atteinte par l'empire inca.
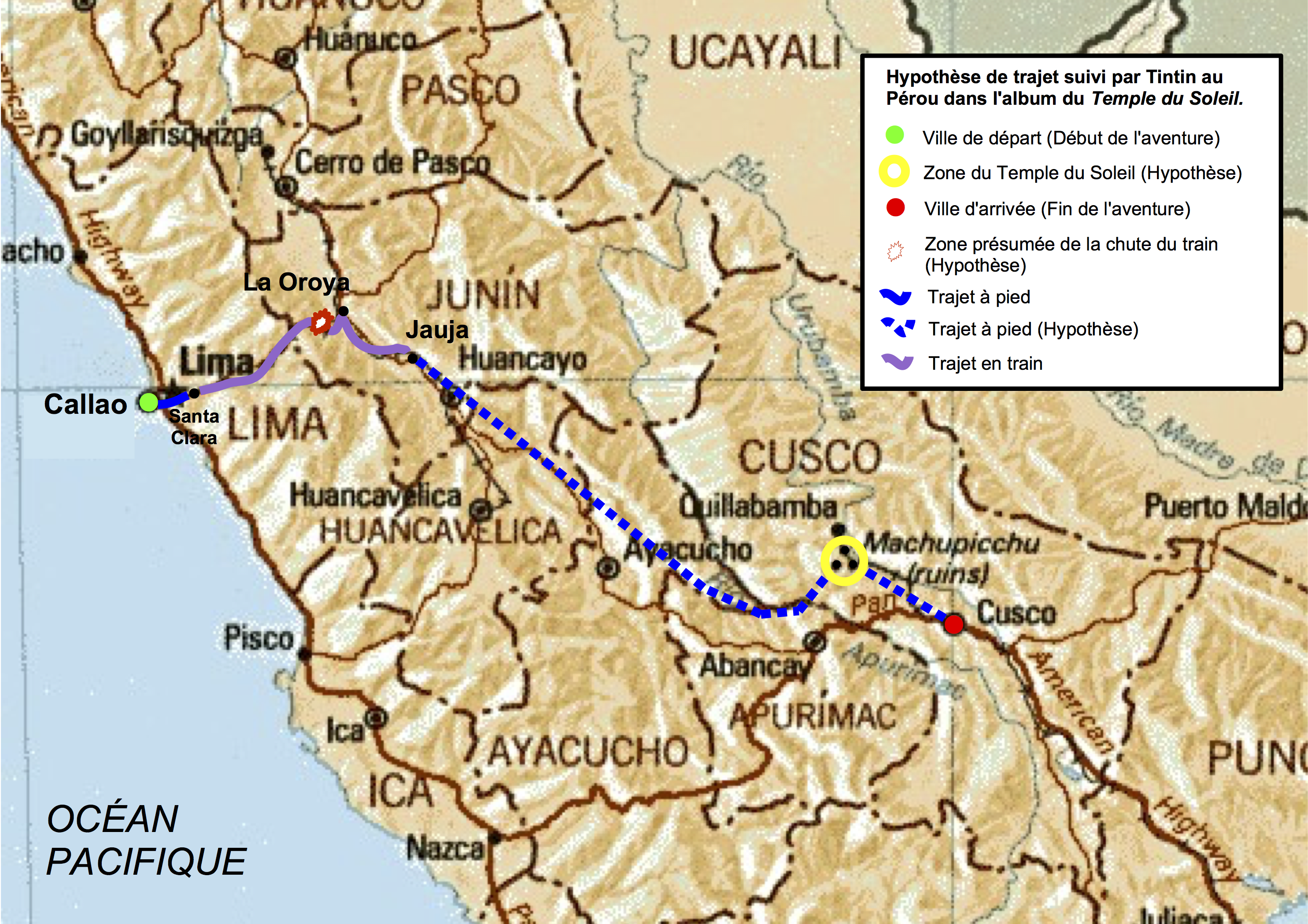
Trajet hypothétique de Tintin dans l'histoire du Temple du Soleil[2].

L'histoire en album se déroule entièrement au Pérou,. Tintin et le capitaine Haddock commencent leur périple au port de Callao, où ils sont arrivés d'Europe en hydravion dans le but d'y retrouver le professeur Tournesol. Au départ du petit village de Santa Clara (es) situé à l'extrémité nord-est des faubourgs de Lima, Tintin et Haddock prennent le train en direction de la ville andine de Jauja. Le trajet est l'occasion d'une scène spectaculaire d'accident ferroviaire, sur la Ferrocarril Central Andino, à l'époque ligne de chemin de fer la plus haute du monde. Cette scène prend place au milieu de paysages de montagne qu'Hergé récupère dans l'ouvrage Pérou et Bolivie de Charles Wiener, dont l'illustration du tunnel ferroviaire de La Galera et celle d'un pont franchissant le Río Rímac constituent une puissante source d'inspiration.

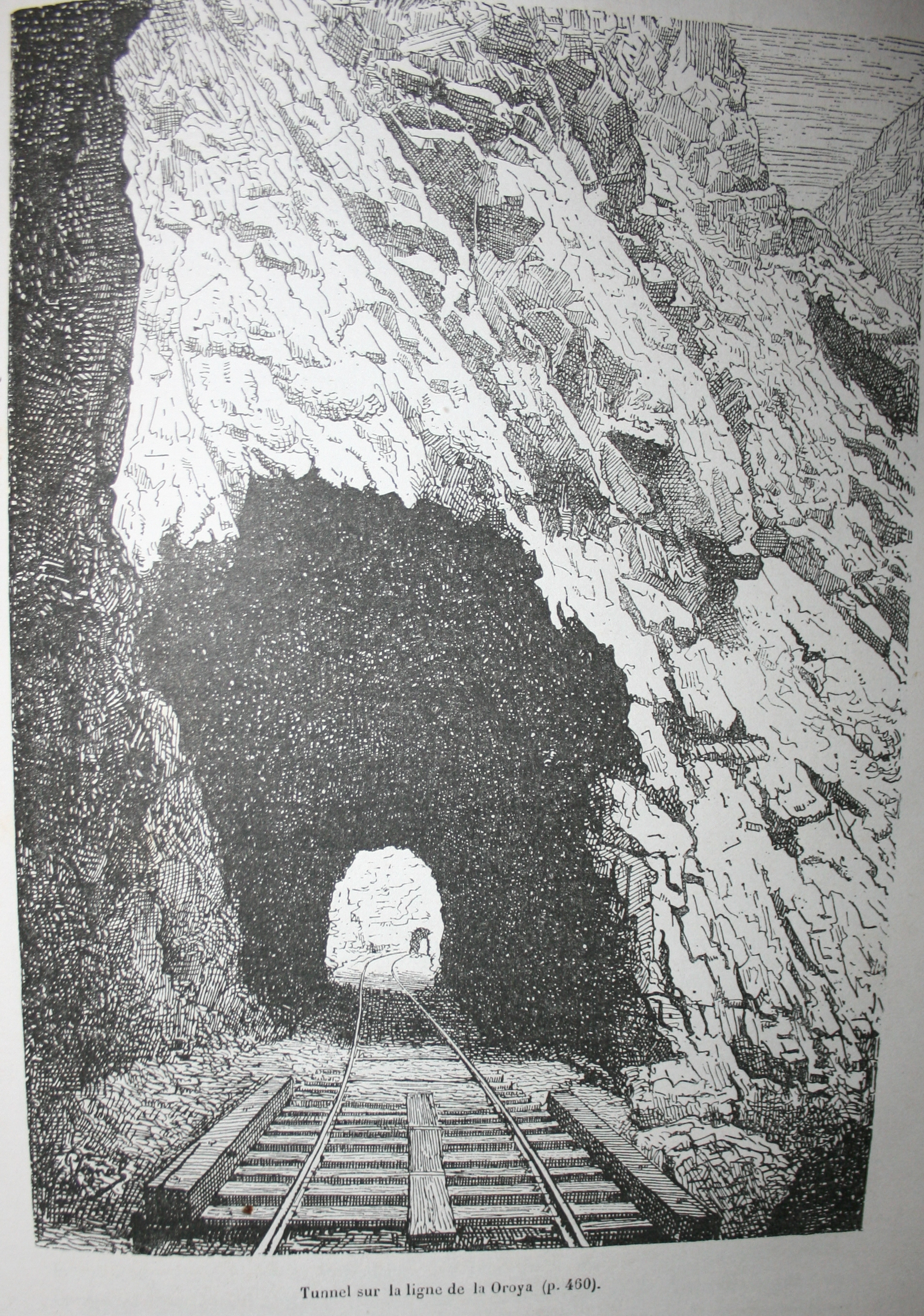
Tunnel ferroviaire sur la ligne Lima La Oroya. Cette gravure a été une source d'inspiration pour Hergé.
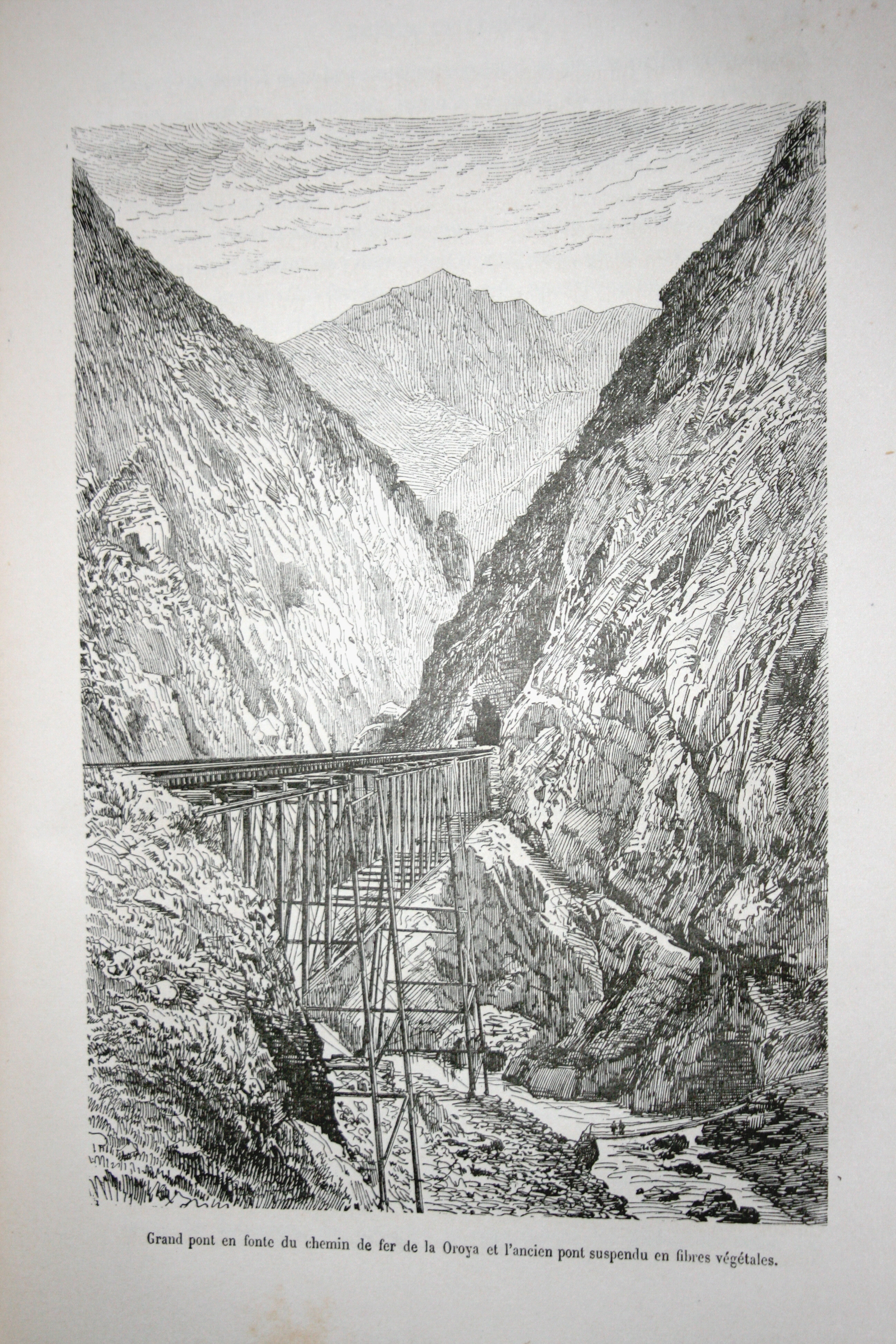
Gravure de Charles Wiener qu'Hergé reprend quasiment à l'identique, sous son angle de vue spectaculaire.

S'en sortant indemnes, Tintin et Haddock sont pris en charge par une draisine de la compagnie de train et accompagnés à Jauja (Jauga dans l'album). De là, ils sont guidés à travers la cordillère des Andes par Zorrino vers le Temple du Soleil. Les recherches documentaires montrent que le paysage entourant le temple correspond à celui de Machu Picchu. Philippe Goddin en déduit donc qu'ils franchissent successivement le Río Apurímac, la Cordillère de Vilcabamba et enfin le Río Urubamba pour y parvenir. Enfin, laissant Zorrino au Temple du Soleil, Tintin et le capitaine Haddock prennent en charge le professeur Tournesol vers la dernière étape de leur périple, la ville de Cuzco.

### Analyse des personnages

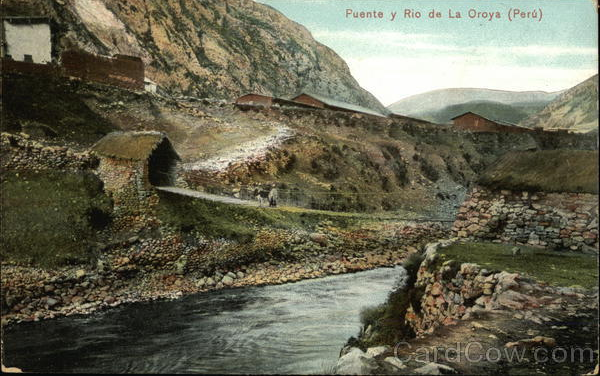
Cette photographie d'un pont situé à La Oroya, à quelque 80 kilomètres de Jauja, aurait inspiré le « pont de l'Inca » où Zorrino donne rendez-vous à Tintin.

Le capitaine Haddock acquiert dans la précédente aventure de Tintin, Les Sept Boules de cristal, un statut nouveau en ce qu'il supplante Milou comme interlocuteur privilégié de Tintin ; leur mise en concurrence narrative prend donc fin à ce moment-là. Néanmoins, avec Le Temple du Soleil, certains observateurs constatent que la place du capitaine ne semble pas encore tout à fait établie, s'appuyant pour cela sur l'épisode de sa mise au bûcher et notant ainsi qu'il serait « sacrifié sur l'autel de sa propre illégitimité ».
Chiquito apparaît dès Les Sept Boules de cristal. En réalité, cet Indien descendant des Incas s'appelle Rupac Inca Huaco et appartient au clergé du Temple du Soleil. Son travail, volontiers qualifié de « fanatique », est d'accomplir une vengeance en plaçant sous hypnose les sept explorateurs. Il apparaît à certains moments clefs de l'histoire : lors de l'arrivée au Pérou du navire dans lequel se trouve prisonnier Tournesol et dont il est le geôlier, lors de l'épisode du bûcher et lors du désenvoûtement des sept explorateurs.
Zorrino est un jeune Indien quechua. À ce titre, il est le sujet de moqueries et de harcèlement de la part des descendants des colons espagnols. Bien qu'accomplissant là un geste qui « a trahi sa race », Zorrino guide Tintin et le capitaine Haddock vers le Temple du Soleil. Le jeune garçon a donc pour rôle d'établir un lien entre la modernité que Tintin symbolise et la tradition représentée par les Incas cachés dans leur temple. Par ailleurs, Zorrino semble être l’alter ego andin de Tintin, qu'Hergé a imprégné de ses valeurs constitutives — procédé dont a déjà bénéficié la figure de Tchang dans Le Lotus bleu. Zorrino et Tchang constituent, avec Abdallah, les principales figures d'adolescents ou d'enfants dans les Aventures de Tintin.
Le professeur Tournesol acquiert dans ce diptyque une fonction qu'il ne possédait pas dans les précédents albums, celle de catalyseur de l'aventure qu'il remplit en étant la cible de la vengeance inca. Jean-Marie Apostolidès fait observer qu'à travers son enlèvement, le professeur Tournesol subit un « rite de passage » qui lui permet à terme d'appartenir au cercle familial formé par Tintin, Milou et le capitaine Haddock. Enfin, le professeur acquiert un rôle de guide, presque de boussole pour Tintin et Haddock : en effet, il est celui dont les héros suivent la trace puis vers lequel ils se dirigent ; et, de façon générale, il est celui qui donne une direction avec ce résultat paradoxal que l'on ne peut se perdre avec lui : si l'on applique son antienne à l'extrême, en allant toujours « un peu plus à l'ouest », on finit invariablement par revenir à son point de départ. Néanmoins, son exemple seul ne suffit pas pour retrouver son chemin : ainsi, les Dupondt, voulant retrouver Tintin, Haddock et Tournesol grâce à la radiesthésie, se rendent aux quatre coins du monde en se fiant à un pendule dont ils sont incapables d'interpréter correctement les indications. Les interprétations du professeur demeurent donc encore indispensables.

## Création de l'œuvre

### Contexte d'écriture
L'histoire est créée au lendemain de la libération de la Belgique, après une occupation de son territoire de plus de quatre ans par l'Allemagne. Pour avoir collaboré au Soir de Bruxelles, un journal proche de l'occupant allemand, Hergé se trouve à partir de septembre 1944 empêché de toute publication : le haut-commandement allié en Belgique, sous lequel sont placées les troupes belges, ordonne que « tout rédacteur ayant prêté son concours à la rédaction d'un journal pendant l'Occupation soit momentanément interdit d'exercer sa profession »,. Cette interdiction dure deux ans : d'abord en attente d'une décision de justice, favorable en décembre 1945, Hergé doit ensuite attendre une autorisation de publication conditionnée par l'obtention d'un certificat de civisme, ce qui est chose faite fin juillet 1946. La publication de ses histoires peut donc reprendre en septembre 1946, d'autant que le journal Tintin, qu'il fonde notamment avec l'ancien résistant Raymond Leblanc, lui offre le support adéquat.

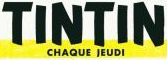
Logo du journal Tintin.

Mais l'auteur reste sous le coup du ressentiment durable d'un certain nombre de ses concitoyens : ainsi, dans un article paru dans le journal Front, un professeur d'université regrette que « le fameux cabot, inséparable de Tintin et qui avait fourré son museau dans les poubelles allemandes, [puisse] encore faire la joie des petits enfants de chez nous. » ; de même, dans un autre journal, l'auteur d'un article crée sciemment une confusion entre Hergé et l'ivrogne Haddock dans le but de le discréditer, et reproche à l'hebdomadaire de vanter ouvertement les bienfaits de l'alcool. Enfin, une attaque notable provient, fin septembre 1946, du journal même qui l'a publié durant la guerre, Le Soir. Même s'il prend soin de ne jamais écrire le nom d'Hergé, le journaliste s'insurge : « Il y a des inciviques notoires qui obtiennent ces certificats […] avec une déconcertante facilité. C'est ainsi qu'un dessinateur qui fit la fortune d'un journal emboché vient d'obtenir le sien sans opposition de l'auditeur militaire et vient de faire paraître un nouvel hebdomadaire ». Hergé est sensible à ces attaques, comme le montre une récidive de sa dépression chronique. 
Plusieurs décennies plus tard, au début des années 1970, il réagit encore ironiquement aux reproches qui lui ont été faits à cette époque quant à une éventuelle proximité de sa part avec les thèses d'extrême-droite : « Le Temple, c'est aussi l'apparition de Zorrino, le petit Indien que Tintin défend contre deux brutes de race blanche... Car il est bien entendu, n'est-ce pas ? que je suis un affreux raciste ! » Cette réaction à rebours montre que, longtemps après, les plaies ne sont toujours pas refermées. De fait, même si l'opinion dans sa majorité devient favorable à l'auteur, cela prend des années. Pierre Assouline note le désamour qu'Hergé ressent pour son pays à ce moment-là, ce qui se traduit quelques mois plus tard, courant 1947, par un projet de départ pour l'Amérique du Sud. 
En attendant, au milieu de l'année 1947, un épisode de dépression particulièrement intense le touche et la publication du Temple du Soleil dans le journal Tintin est interrompue pour plusieurs semaines,. L'achèvement de l'histoire se fait « dans la douleur » pour son auteur.

### Vers un embryon des Studios Hergé
Le cours de la création du Temple du Soleil est marqué par une succession d'évènements qui conduit à l'installation de scénaristes et de dessinateurs autour d'Hergé, posant ainsi les premières pierres de ce qui deviendra les Studios Hergé.
Le scénario et le dessin de l'œuvre sont signés du seul nom d'Hergé. Selon les observateurs, il connaît la trame voire la chute du Temple du Soleil dès l'écriture des Sept Boules de cristal, première partie du diptyque. Les études dans les archives de l'auteur indiquent son cheminement intellectuel pour écrire le scénario. Les chercheurs ont ainsi pu étudier un carnet dans lequel, dix ans auparavant, il consigne des idées dont certaines deviennent par la suite constitutives du scénario du Temple du Soleil. Il est ainsi possible d'y retrouver une ébauche de la séquence de l'attentat avec le train, notée ainsi :

« Pour empêcher Tintin d'arriver, on détache le wagon dans lequel il se trouve.

Pente forte.

Le wagon va aller s'écraser sur l'express qui suit. »

Pourtant Hergé n'est pas vraiment seul car, dès Les Sept Boules de cristal, Edgar P. Jacobs intervient non seulement en qualité officielle de coloriste et créateur des décors, mais aussi dans le développement du scénario. Comme créateur des décors, celui-ci est largement irremplaçable pour la qualité des détails qu'il met en place. Quant au scénario, une part non négligeable des idées initiales provient de discussions entre Hergé et lui : par exemple, complétant l'idée de départ d'Hergé de l'attentat du train, Jacobs aurait lancé celle de la chute du wagon. L'importance de ses apports est si grande que Jacobs demande à Hergé de co-signer avec lui la création du Temple du Soleil et des prochaines histoires, ce qu'Hergé refuse. De fait, les deux se séparent artistiquement courant mai 1947, au moment de la publication des premières planches de l'album,.
Parallèlement, Hergé bénéficie aussi d'interventions de son ami Jacques Van Melkebeke,, scénariste de bande dessinée dont l'influence est souvent d'origine littéraire : ce serait ainsi lui qui aurait présenté à Hergé L'Épouse du Soleil de Gaston Leroux,. L'aide de Van Melkebeke est importante mais il est rattrapé par son passé de collaborateur en cours de production de l'œuvre, et ne peut plus intervenir auprès d'Hergé.
Ces deux départs plongent Hergé dans le désarroi, d'autant qu'il souffre d'un nouvel accès de dépression lié aux incertitudes d'après-guerre pour sa collaboration au Soir. C'est alors qu'il fait appel à Bernard Heuvelmans, un scientifique qui l'a déjà conseillé sur L'Étoile mystérieuse. En effet, selon ce dernier, « à la Libération, Hergé [étant] très déprimé » et « s'[étant] retrouvé bloqué au milieu de son livre », il lui « a demandé de l'aider à le terminer. ». Selon son témoignage, il est possible de situer le début de son intervention au moment où Tintin, le capitaine Haddock, Zorrino et Milou pénètrent dans les grottes qui les conduiront au Temple du Soleil, — bien qu'il faille noter que l'idée de faire traverser des grottes aux personnages est souvent attribuée à Edgar P. Jacobs. En 1995, Heuvelmans revendique l'idée de l'éclipse solaire qui sauve Tintin et ses compagnons de la mort, ce qui permet à Hergé d'achever son histoire. Nuançant ces propos, certains chercheurs se posent la question de la quantité d'aide fournie, même s'ils reconnaissent que les rétributions que reçoit Heuvelmans de la part d'Hergé se sont considérablement amplifiées, signe d'un travail certain,. Par ailleurs, du point de vue graphique, Hergé se fait aider par de nouveaux collaborateurs : Guy Dessicy et Frans Jageneau pallient l'absence de Jacobs et l'aident dans tout ce qui ne touche pas aux personnages, domaine qu'Hergé se réserve.
Tous ces apports mis bout à bout font donc dire aux observateurs de l'œuvre hergéenne que, « piégé par Jacobs », et « pour remplacer [son] apport, toute une équipe [est] nécessaire » et donc, « il jette les bases de ses Studios peu de temps après le départ de Jacobs ». Pourtant, Hergé proclamera toujours que ces différents apports étaient strictement limités et qu'il reste bien le seul auteur des Aventures de Tintin,.

## Parution

### Prépublication

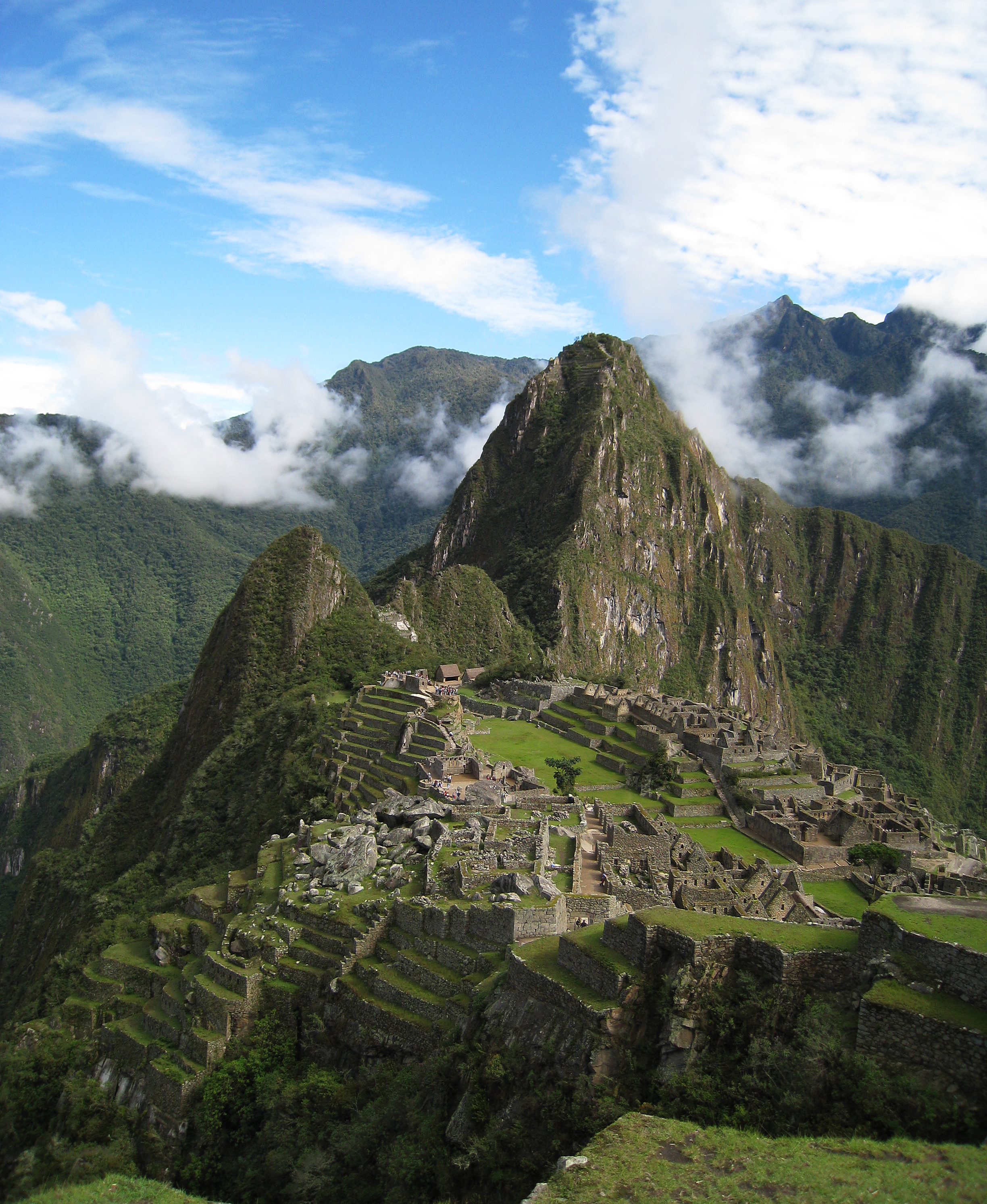
Le Temple du Soleil que rejoignent Tintin et ses compagnons est en grande partie inspiré de la cité inca de Machu Picchu.

La prépublication de l'aventure commence le 26 septembre 1946 au numéro 1 du journal Tintin et s'achève le 22 avril 1948. Néanmoins, si les premières pages de cette publication hebdomadaire portent le titre Le Temple du Soleil, elles correspondent en fait à la fin de l'histoire des Sept Boules de cristal dont la prépublication dans le journal Le Soir n'avait pu s'achever du fait de la libération de la Belgique, le 3 septembre 1944. En effet, c'est l'équivalent d'une douzaine de planches qu'il restait à publier. Dès lors, si l'on excepte ces planches finales des Sept Boules de cristal, la prépublication de ce qui constituera l'album du Temple du Soleil proprement dit débute dans le numéro daté du jeudi 19 décembre 1946,.
Une fois encore, à l'image de celle des Sept Boules de cristal, cette prépublication connaît une interruption de plusieurs semaines du 19 juin au 7 août 1947 du fait du syndrome dépressif qui touche Hergé, dont Pierre Assouline attribue la cause cette fois à la pression qu'il a subie à la Libération devant les accusations de collaboration portées à son encontre. La crise est si profonde que l'auteur de Tintin projette un temps de s'exiler en Amérique du Sud afin de s'extraire de l'atmosphère pesante de son pays natal. En attendant, Hergé continue à montrer des signes inquiétants pour l'éditeur du journal Tintin dont la parution pourrait de nouveau s'interrompre. Ainsi, pour alléger le travail d'Hergé, Raymond Leblanc décide que seules deux bandes sur les trois composant la planche hebdomadaire doivent être consacrées à l'aventure de Tintin ; la place restante est dédiée à une chronique historique écrite par Jacques Van Melkebeke et illustrée par Guy Dessicy et intitulée « Qui étaient les Incas ? ». Cet arrangement dure huit semaines entre le jeudi 9 octobre et le jeudi 27 novembre 1947.
La publication dans le Journal Tintin se fait dans un format « à l'italienne » à raison d'une planche par semaine, chaque planche occupant l'espace des deux pages centrales du journal. Plusieurs raisons président à un tel choix de présentation : ce support et ce format remplacent avantageusement les supports et formats du journal Le Soir dans lequel avait été pré-publié Les Sept Boules de cristal ; mais surtout, cette présentation permet à Hergé de ne devoir produire que l'équivalent d'une planche d'album par semaine, tout en laissant au lecteur la satisfaction de lire une aventure de Tintin en double page. Une publication ultérieure de l'œuvre sous ce format à l'italienne est proposée en 1988 puis en 2003 par les Éditions Casterman. Une autre publication sous ce format à l'italienne tel qu'il est paru dans Tintin est publiée sous la forme d'un album cartonné le 22 août 2014 sous le titre La Malédiction de Rascar Capac avec pour sous-titre Tome 2 : Les secrets du temple du soleil.

### Parution en album
La publication sous forme d'album en couleurs se fait en 1949. Dès la prépublication s'est posée la question du passage du format « à l'italienne » du journal Tintin au format « portrait » de l'album qui impose à Hergé de procéder à une refonte de son histoire. Mais Hergé est habitué à de telles manipulations puisqu'il a déjà dû refondre Les Sept Boules de cristal en format album à partir d'un format par strips de trois ou quatre cases, aussi considère-t-il qu'il n'aura pas de problème pour réaliser cet exercice. Il va néanmoins rencontrer certaines difficultés à le faire.
De fait, sur les 964 cases qui composent son récit de prépublication en format à l'italienne, il est amené à retrancher environ 140 cases, ce qui représente près de 15 % de l'ensemble. Dans l'opération, certaines séquences doivent être éliminées, comme une scène où le capitaine Haddock s'emplit les poches de pépites d'or natif qu'il trouve dans les grottes qui mènent au Temple du Soleil. Philippe Goddin souligne combien cette obligation de retrancher des éléments constitue en fait une bénédiction pour Hergé, tant Haddock fait alors preuve d'une cupidité qui ne lui est pas familière. De plus, ces retraits de séquences le conduisent à devoir créer des cases pour effectuer les raccords entre des séquences qui ne se succédaient pas directement. Autre exemple, lorsque le capitaine souffre du mal des montagnes (soroche, en quechua) au début de leur expédition, Zorrino tend des feuilles de coca. Celles-ci sont mâchées par les indigènes pour supporter les rudes conditions locales et bénéficier de ses vertus stimulantes.
Par ailleurs, à l'inverse des élargissements et des zooms arrière auxquels il avait pu procéder dans Les Sept Boules de cristal, il est amené à réduire la taille de beaucoup de cases. De fait, contrairement à ses précédents albums, il ne peut insérer qu'une seule des grandes cases spectaculaires (d'un format d'une demi, voire d'une planche entière) dont il usait précédemment, comme dans Les Sept Boules de cristal. De plus, cette case occupe seulement l'espace d'une demi-page, contre une page entière comme dans Le Crabe aux pinces d'or par exemple.

### Références littéraires

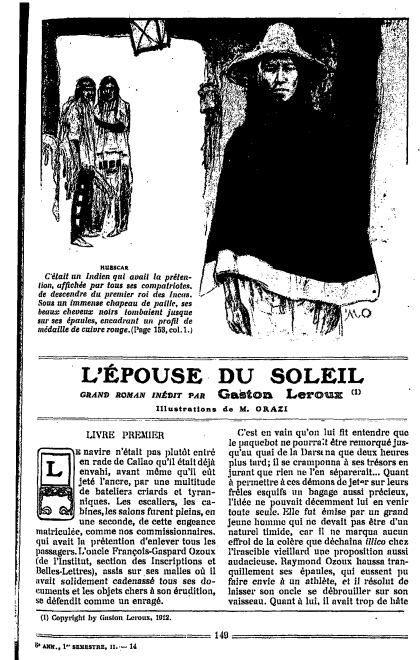
Première page du feuilleton L'Épouse du Soleil de Gaston Leroux paru dans le journal Je sais tout daté du 15 mars 1912.

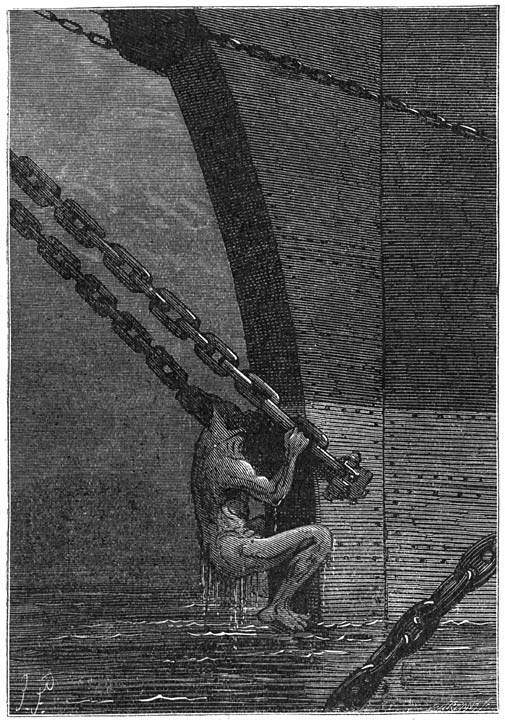
L'intrusion de Tintin à bord du Pachacamac en début d'album évoque cette illustration de 1875 de Jules Férat tirée de L'Île mystérieuse.
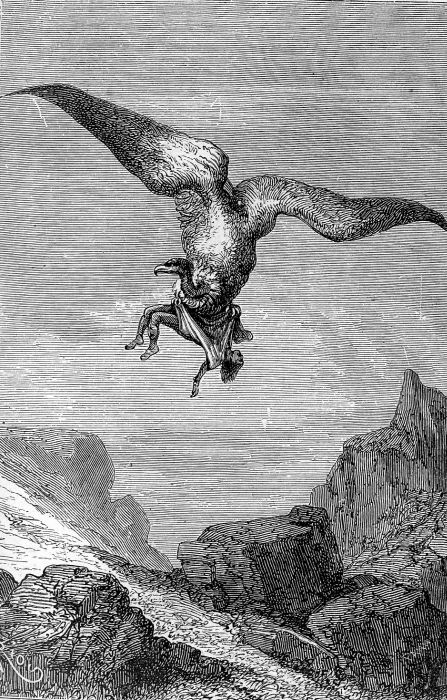
L'enlèvement de Milou par un condor évoque cette illustration d'Édouard Riou de 1868 tirée des Enfants du capitaine Grant.

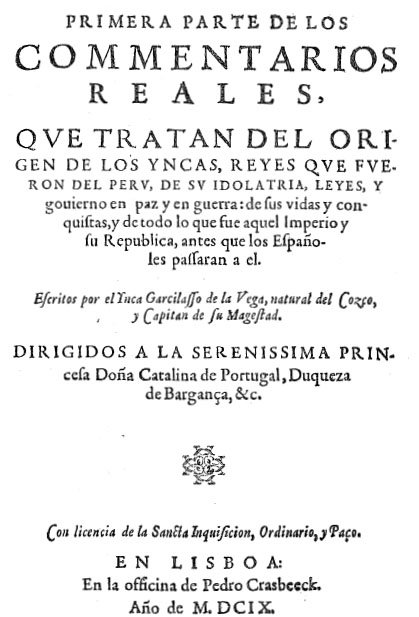
Édition originale des Comentarios Reales de los Incas d'Inca Garcilaso de la Vega.

#### Souci de réalisme

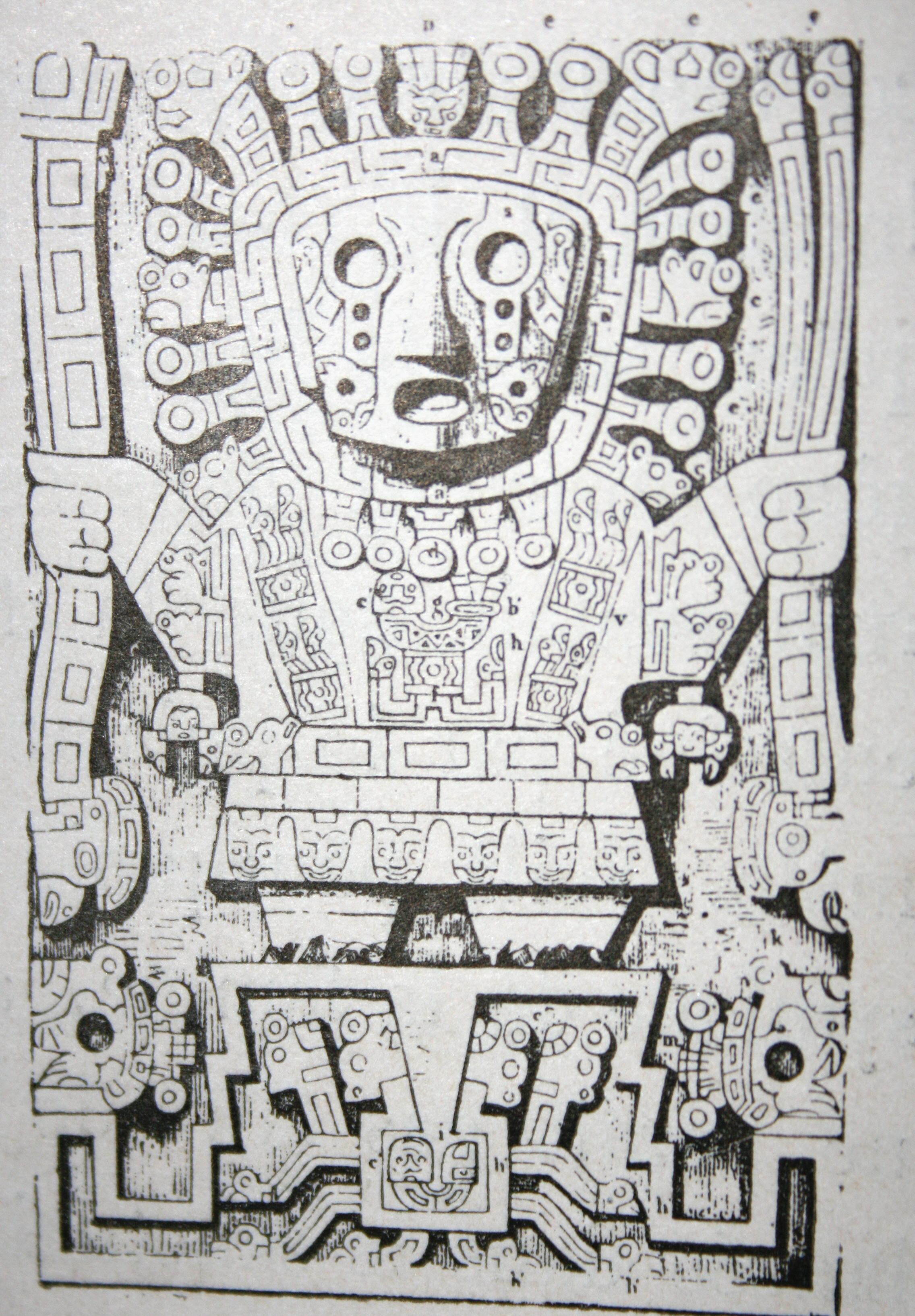
Bas-relief représentant le dieu Viracocha, motif central de la porte du Soleil à Tiahuanaco. Gravure publiée dans le livre de Charles Wiener Pérou et Bolivie.

#### Inexactitudes et approximations

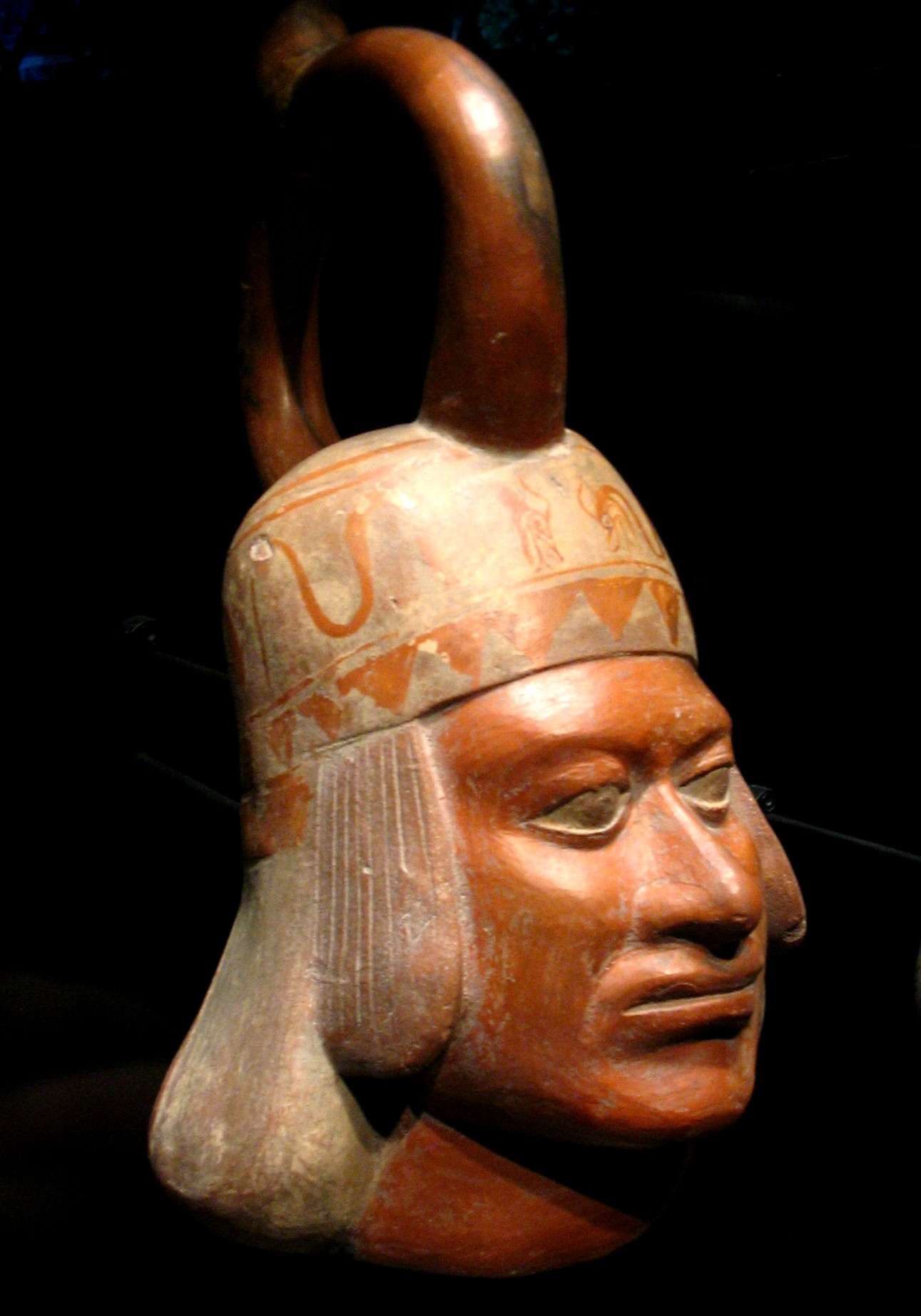
Vase-portrait semblable à celui que Tintin découvre dans une tombe. Il appartient pourtant à la culture moche, antérieure de plusieurs siècles à la civilisation inca.

Animation présentant une éclipse solaire se déroulant dans l'hémisphère sud.

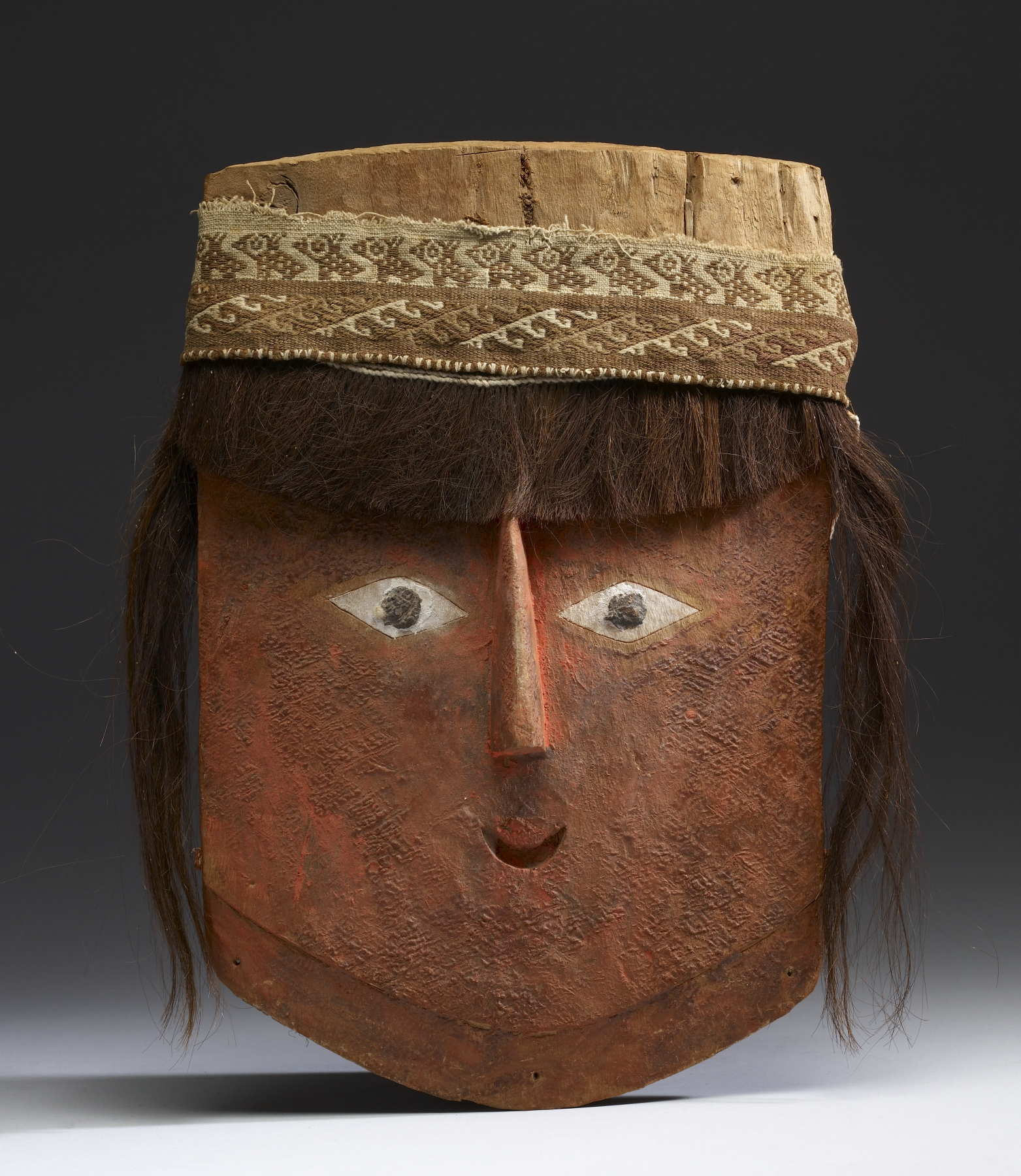
Masque de momie qu'Hergé situe dans la tombe inca attenante au Temple du Soleil alors qu'elle appartient à la culture Chancay.
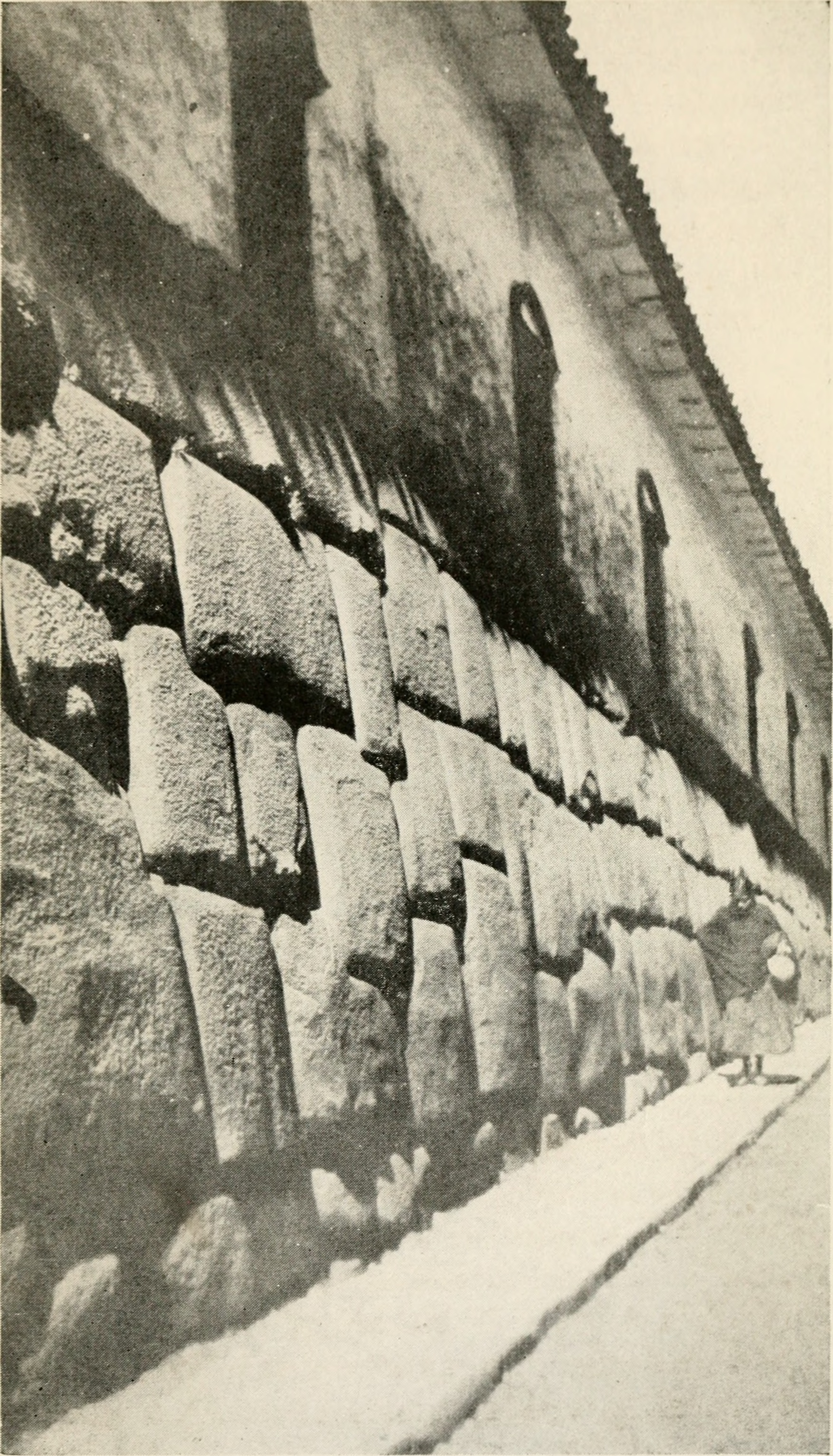
Hergé place ce mur dans la ville de Jauja alors qu'il est plutôt typique de la ville de Cusco.
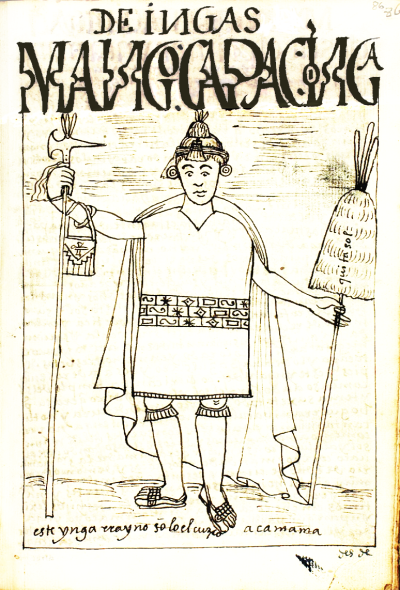
Contrairement à ce que dessine Hergé, les Incas portaient leurs pendants d'oreilles perpendiculairement aux tempes.
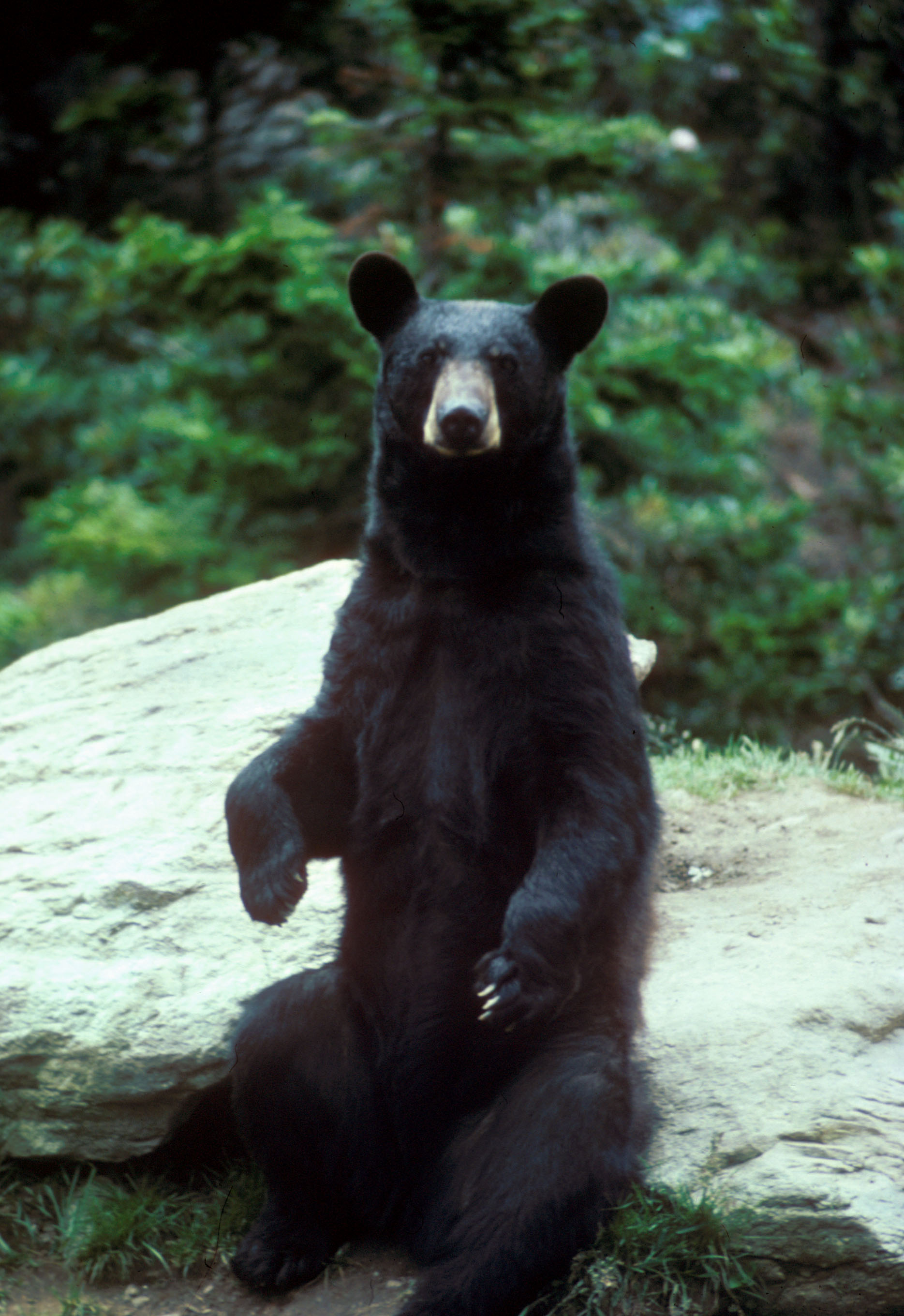
Cet ours noir, Ursus americanus, ne vit qu'en Amérique du Nord et ne peut donc se trouver dans les montagnes andines pour y effrayer le capitaine Haddock.
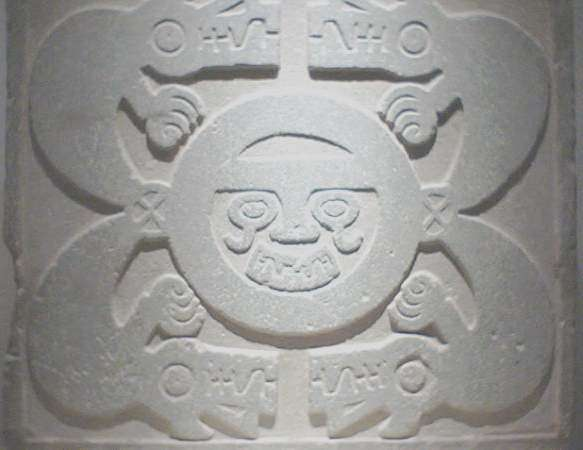
Pierre sculptée de la culture Pashas, exposée à Cabana (Région d'Ancash). Figurant un soleil entouré de quatre animaux fabuleux, elle fut reprise pour orner la porte menant à la salle du trésor.

### Un album reflet de la vie de son auteur

Le pavillon de mise en quarantaine du navire Pachacamac dont la signification est évidente pour le capitaine Haddock.